# Каскад (энергетика)
Каскад — несколько гидроэлектростанций, расположенных одна после другой на одной реке.
Каскад обладает следующими преимуществами по сравнению с одной большой гидроэлектростанцией той же мощности на той же реке:
- несколько последовательных плотин затопляют территорию, существенно меньшую, чем одна гигантская плотина;
- одна гигантская плотина, выдерживающая напор очень большой массы воды, требует значительных затрат;
- каскад улучшает возможности изменения мощностей ГЭС, например, в случае паводков.

Крупнейшим по мощности в России является Ангарский каскад, суммарной действующей мощностью 9 017,4 МВт, среднегодовой выработкой 48,4 млрд кВт·ч или 4,8 % от общего потребления в стране. После завершения Богучанской ГЭС в 2012 году установленная мощность каскада достигнет 12 017,4 МВт, а среднегодовая выработка — 66 млрд кВт·ч.

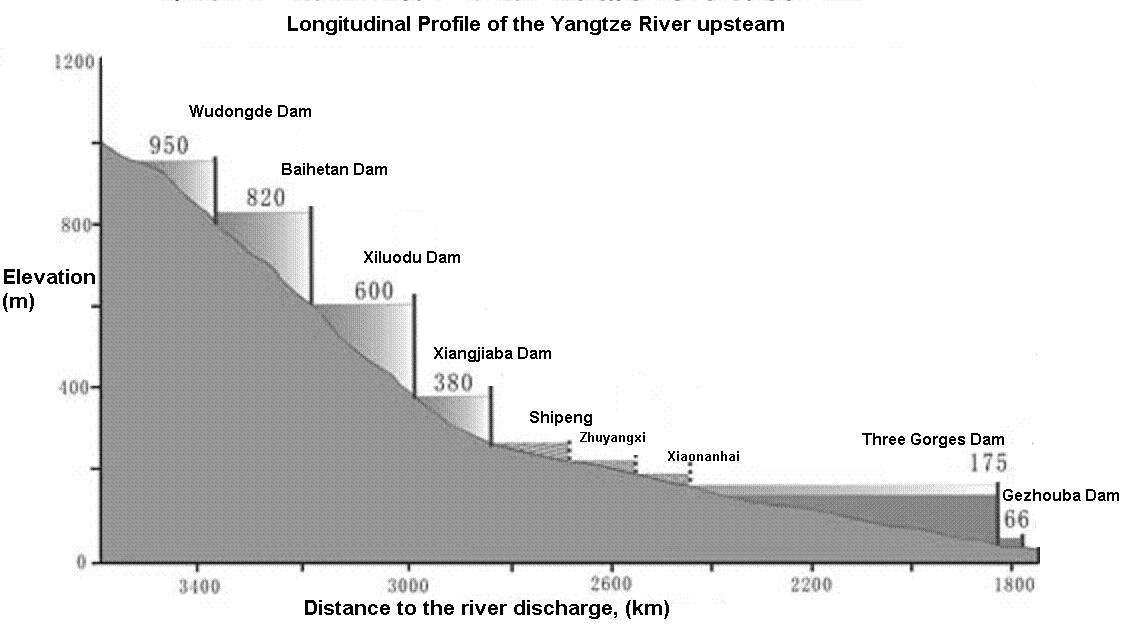
Профиль реки Янцзы с указанием расстояния от её устья и высоты над уровнем моря. Расположение и параметры ГЭС каскада.

Крупнейшим в мире по мощности проектируемым каскадом является Каскад ГЭС на Янцзы — общей мощностью более 64 ГВт, включает в себя ГЭС Три ущелья.
Наиболее крупные каскады в Российской Федерации и постсоветских странах:
- Севано-Разданский каскад
- Кемский каскад
- Алматинский каскад
- Лениногорский каскад
- Самгорский каскад
- Каскад Ковдинских ГЭС
- Ангарский каскад ГЭС
- Днепровский каскад ГЭС
- Волжско-Камский каскад ГЭС
- Вахшский каскад ГЭС
- Пазский каскад
- Серебрянский каскад
- Туломский каскад
- Каскад Варзобских ГЭС
- Чирчик-Бозсуйский каскад ГЭС
- Териберский каскад
- Вуоксинский каскад
- Сулакский каскад ГЭС
- Белореченский каскад ГЭС
- Каскад Свирских ГЭС
- Днестровский каскад ГЭС
- Енисейский каскад ГЭС
- Терский каскад ГЭС
- Кубанский каскад ГЭС
- Колымский каскад ГЭС
- Вилюйский каскад ГЭС
- Витимский каскад ГЭС